# Archivio Storico della Federazione Anarchica Italiana
L'Archivio Storico della Federazione Anarchica Italiana è un archivio bibliotecario e documentale custodito a Imola. Esso è costituito da materiali propagandistici della Federazione anarchica italiana, lettere, libri, bandiere storiche del movimento anarchico italiano dalle sue origini ad oggi.

## Storia
Durante il 17º Congresso della Federazione anarchica italiana, tenuto a Livorno nel 1985 , viene deciso di costituire una commissione che coordini le attività di ricerca e collezione della memoria del Movimento Anarchico e della Federazione Inizialmente l'archivio viene ospitato a Pisa presso la sede della Biblioteca Franco Serantini. Nell'aprile del 1988 l'archivio viene trasferito a Imola dove viene affidata al Gruppo di Studi Sociali “Errico Malatesta”.
Nel 2010 l'ASFAI viene dichiarato di interesse storico particolarmente importante dalla Sovrintendenza dei Beni Archivisti della Regione Emilia-Romagna.
L'ASFAI dal 2014 aderisce a REBAL la Rete delle Biblioteche Anarchiche e Libertarie a cui aderiscono 15 biblioteche italiane. Fa parte, inoltre, della Federazione dei centri di studio e di documentazione libertari (FICEDL).

## Patrimonio
Nel patrimonio documentaristico dell'ASFAI sono compresi i principali giornali del movimento anarchico: Umanità Nova (1948-oggi), A (1971-2020), Seme Anarchico (1951-1968), Il Libertario (1945-1964), Sicilia Libertaria (1973-oggi), Pensiero e Volontà (1924-1926), Il Pensiero (1903-1911), L'Internazionale (1965-1993), Volontà (1944-1996). Vi è una collezione di bandiere storiche risalenti al periodo 1936-1970. L'ASFAI custodisce 1500 tra volantini e manifesti che testimoniano l'attività anarchica prevalentemente dal 1945 ad oggi. Alcuni esemplari di manifesti risalgono al periodo che va dal 1905 al 1920.

### Fondo Mantovani
Consiste nei documenti che riguardano l'attività militante di Mario Mantovani, fondatore del giornale Il Libertario e direttore di Umanità Nova. Il fondo conta circa trecento libri, la raccolta completa della rivista Il Pensiero (1903-1911) redatta da Luigi Fabbri e Pietro Gori, la raccolta de Il Libertario, la raccolta completa di Guerra di Classe (1936-1937), giornale diretto a Barcellona da Camillo Berneri, centinaia di lettere, manoscritti e circolari.

### Fondo Marzocchi
Raccolta di documenti di Umberto Marzocchi tra cui una ricca corrispondenza degli anni '50 con diversi militanti anarchici, documenti sulla questione cubana, materiale sui Gruppi Anarchici di Azione Proletaria, corrispondenza su Piazza Fontana.

### Fondo Failla
Documentazione composta da corrispondenze di Alfonso Failla con altri esponenti del movimento anarchico, alcune lettere e cartoline ricevute al confino e in carcere durante il periodo fascista, giornali, 60 volantini dagli anni '40 agli anni '70.

### Fondo Barroero – Federazione Comunista Libertaria Ligure
Documenti che testimoniano l'attività anarchica nella regione ligure suddivisa per periodi. Tra i documenti ci sono bollettini interni, corrispondenze, atti di convegni e verbali. I documenti coprono un periodo che va dal 1944 al 1988.

### Fondo De Martino
Raccolta di materiali a stampa e di volantini di propaganda. Di particolare interesse il materiale riguardante la Federazione Anarchica Giovanile Italiana (FAGI), i Gruppi Anarchici di Azione Proletaria (GAAP), i Gruppi di Iniziativa Anarchica (GIA) e il materiale che riguarda l'Unione Sindacale Italiana (USI).

### Fondo Zamboni
Documenti di Mammolo Zamboni riguardo l'attentato a Benito Mussolini attribuito al figlio Anteo Zamboni tra cui la corrispondenza con familiari e militanti anarchici.

### Altri Fondi
Altri fondi conservati presso l'ASFAI sono il Fondo donato dal Gruppo di Canosa, il Fondo Gervasio, il Fondo Cesare Fuochi, il Fondo Argenziano, il Fondo Barbieri, il Fondo Bistoni.

## Curiosità
Presso l'Archivio Storico della Federazione Anarchica Italiana sono conservate lettere tra militanti anarchici e altri personaggi politici non anarchici:
- lettere tra Ugo Bistoni e Giulio Seniga,
- lettere tra Carlo Doglio e Arrigo Cajumi, Federica Montseny, Riccardo Bauer;
- lettera di Margherita Zoebeli a Gaetano Gervasio,
- tre lettere e un telegramma di Sandro Pertini a Giuseppe Mariani, lettere di Gaetano Salvemini, Ignazio Silone, Amelia Rosselli, Adriano Olivetti ed Enzo Tortora a Giuseppe Mariani;
- corrispondenza di Umberto Marzocchi con Giuseppe Pinelli, Carlo Cassola, Ugo Mazzucchelli e Umberto Terracini;
- corrispondenze tra Mammolo Zamboni e Pietro Nenni, Alberto Cianca, Piero Calamandrei, Arturo Carlo Jemolo;
- Nella documentazione della FAGI, lettere e documenti autografi di Giuseppe Pinelli.
- Altri reperti sono alcuni materiali provenienti dalla guerra civile spagnola tra cui documenti autografi di Antonio Cieri, Emilio Canzi, Umberto Consiglio, Giuseppe Bifolchi e Gregorio Jover.[4]